# Львово (Калузька область)
Львово (рос. Львово) — присілок в Мединському районі Калузької області Російської Федерації.
Населення становить 19 осіб. Входить до складу муніципального утворення Село Нікітське.

## Історія
Від 2004 року входить до складу муніципального утворення Село Нікітське.

## Населення
| 2002 | 2010 |
| ---- | ---- |
| 12   | ↗19  |